# البیزیا اینانداتا
ایلیزیا اینانداتا (نام علمی: Acacia multiflora) نام یک گونه از سرده اقاقیا است.